# Evening Standard
El Evening Standard (también conocido como London Evening Standard) es un periódico vespertino publicado en Londres, Inglaterra. Publicado por primera vez como The Standard el 21 de mayo de 1827.
Cambió a su nombre original durante un corto período durante los años 1990.
A principios del siglo XX, el periódico perteneció a un magnate canadiense, Max Aitken, a quien también pertenecía el periódico Daily Express.
En junio de 2002, se publicaban cinco ediciones diarias del periódico, de lunes a viernes, y vendiendo 429.851 copias al día.